# 男役
男役是日本全女班的話劇團中飾演男角的女演員，與之相反（即男扮女裝）的稱為女形。以知名的寶塚歌劇團為例，他們要求男役身高最少為166厘米，亦需要學習男性的肢體動作，務求令演出更具可信性。